# Rathaus Forchheim

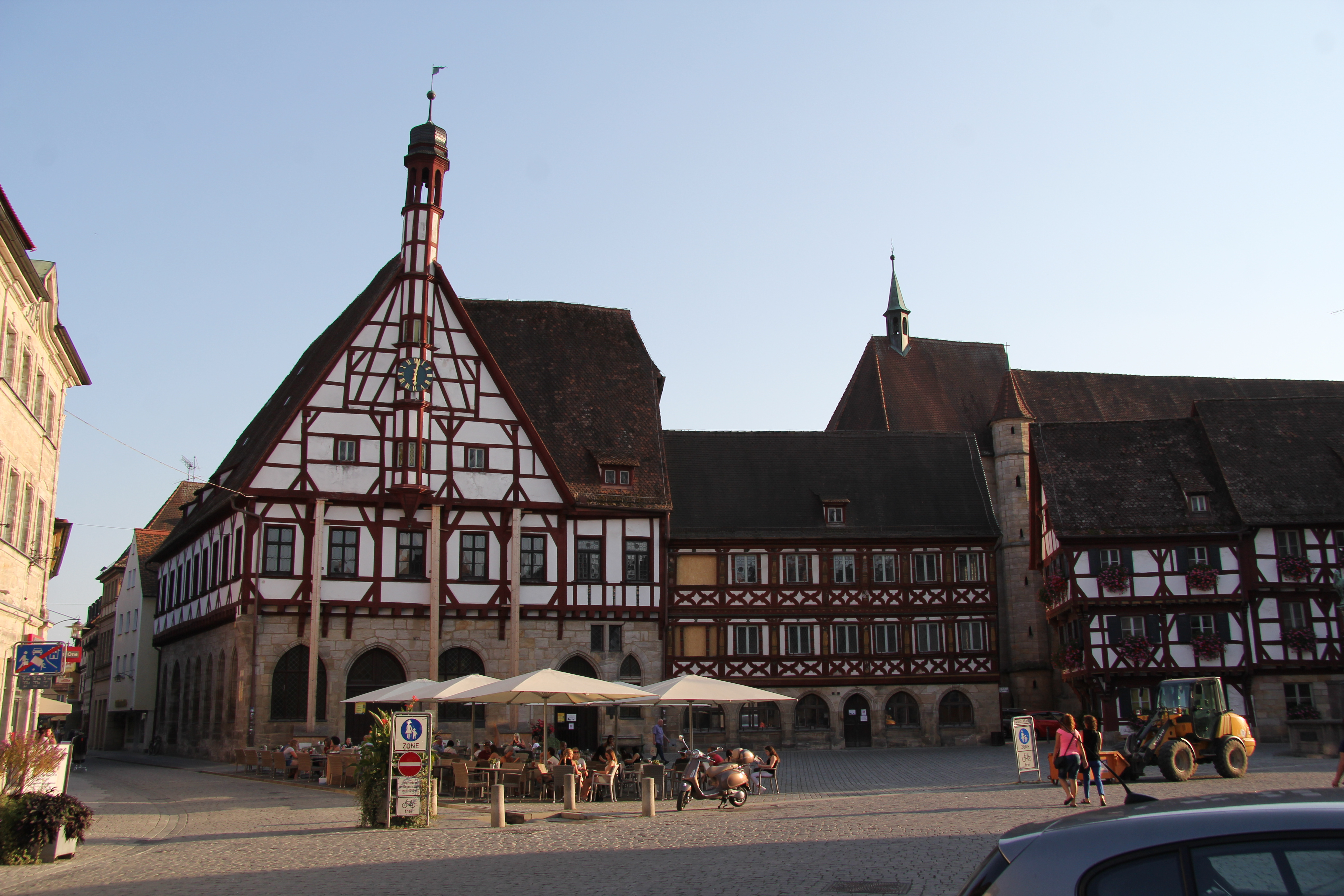
Rathaus Forchheim (Nordseite)

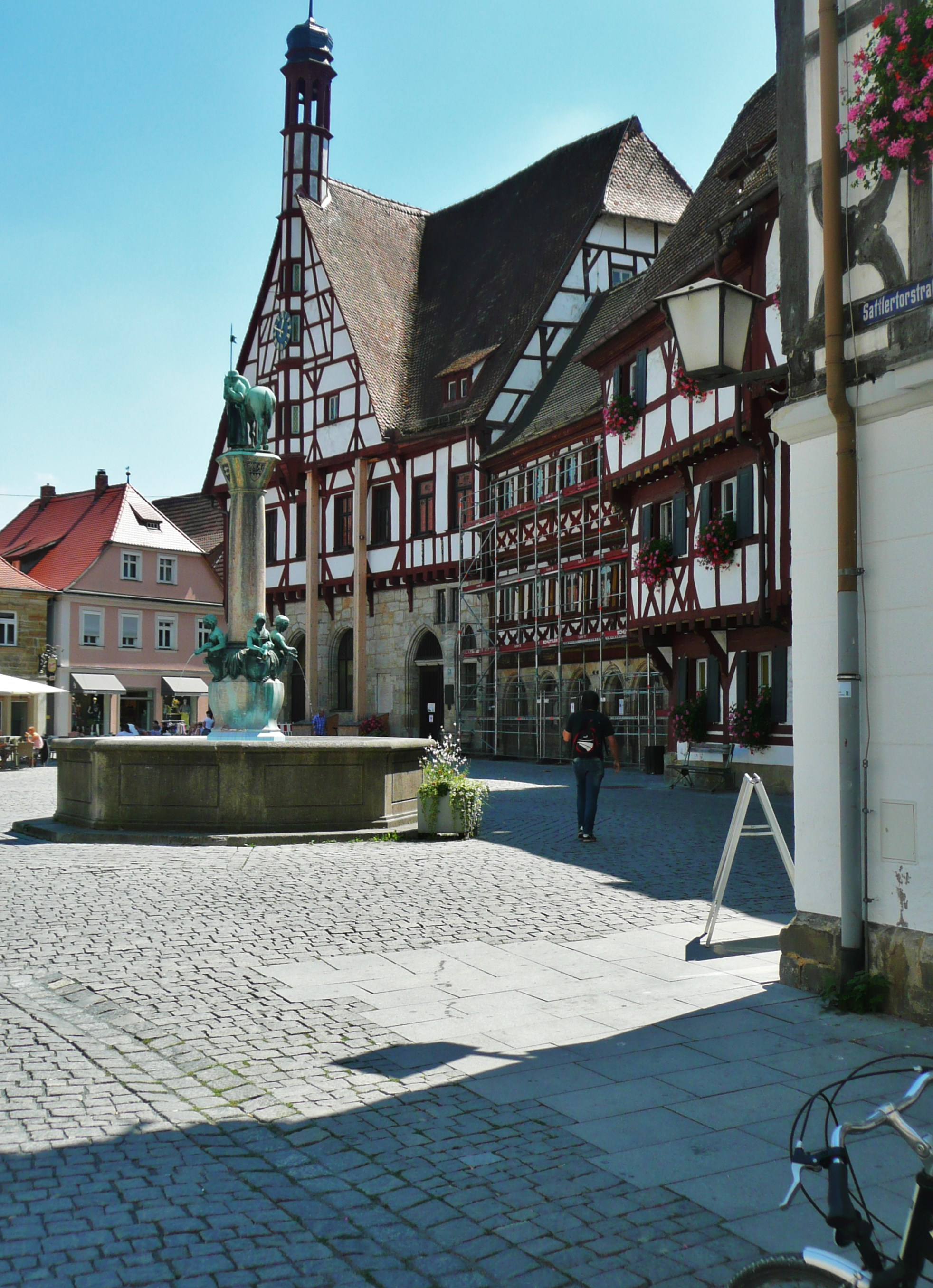
Rathaus Forchheim (Nordseite) mit Marktplatz (ehemaliger Grüner Markt) und Brunnen

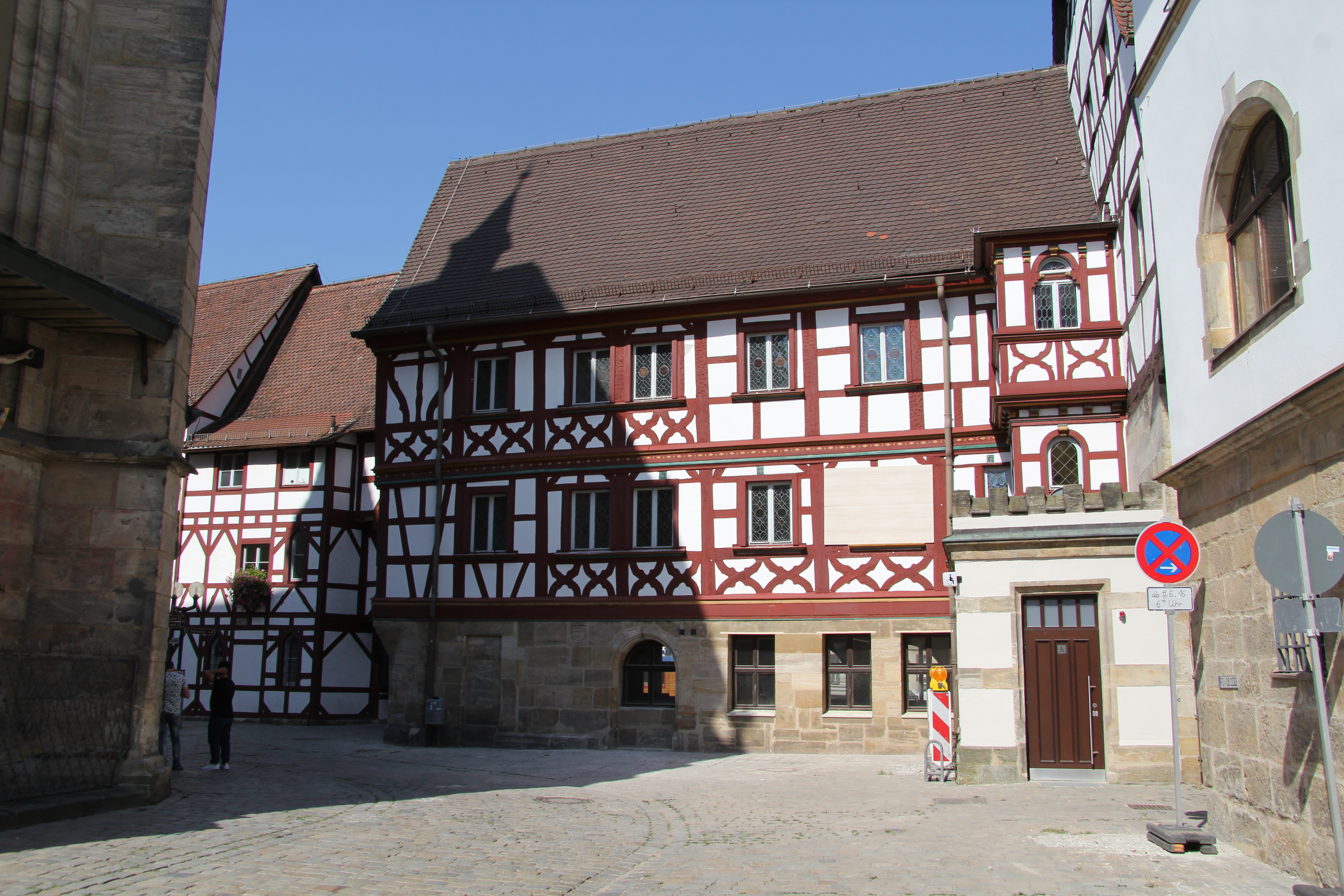
Magistratsbau (Rückseite)

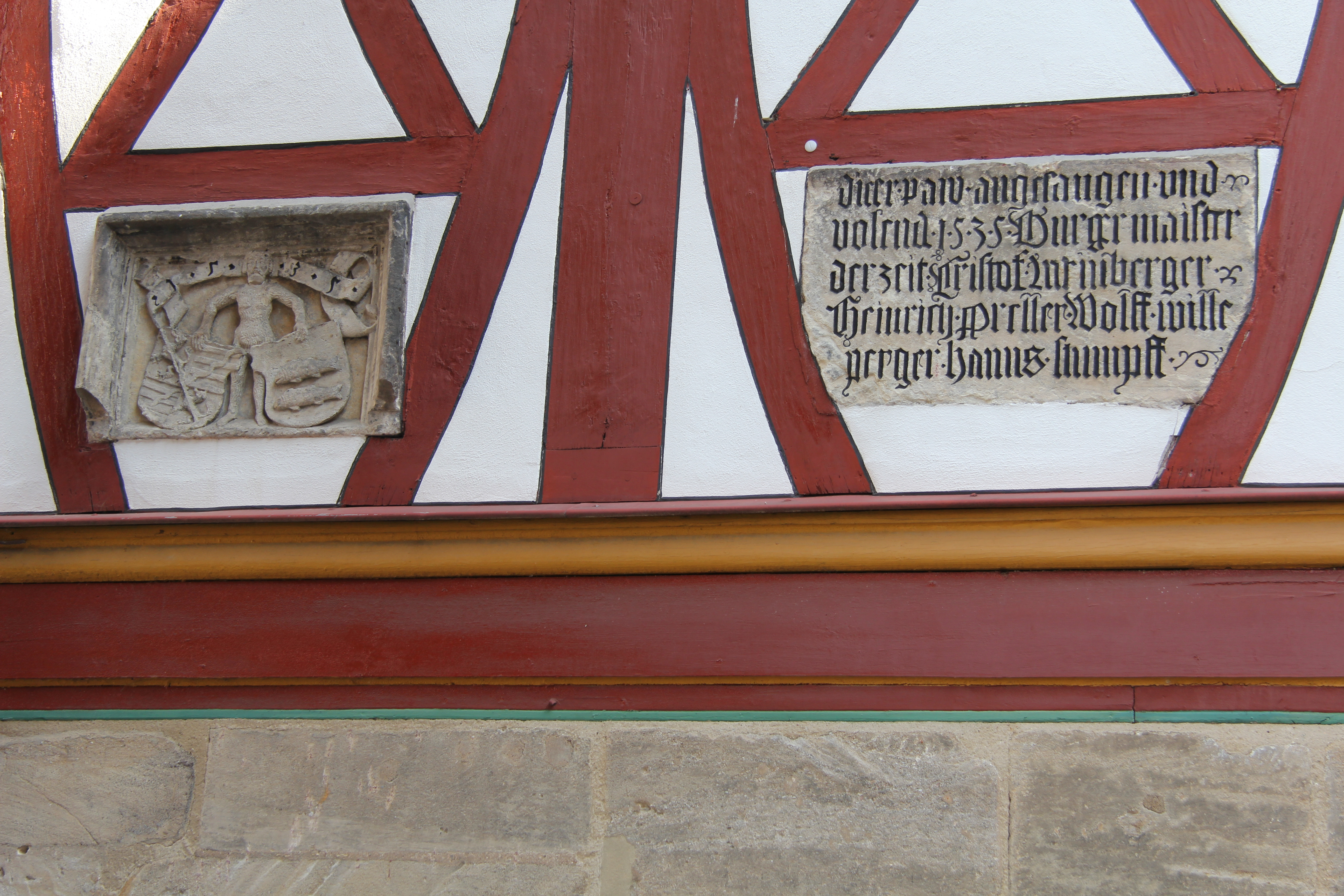
Wappenstein am Magistratsbau

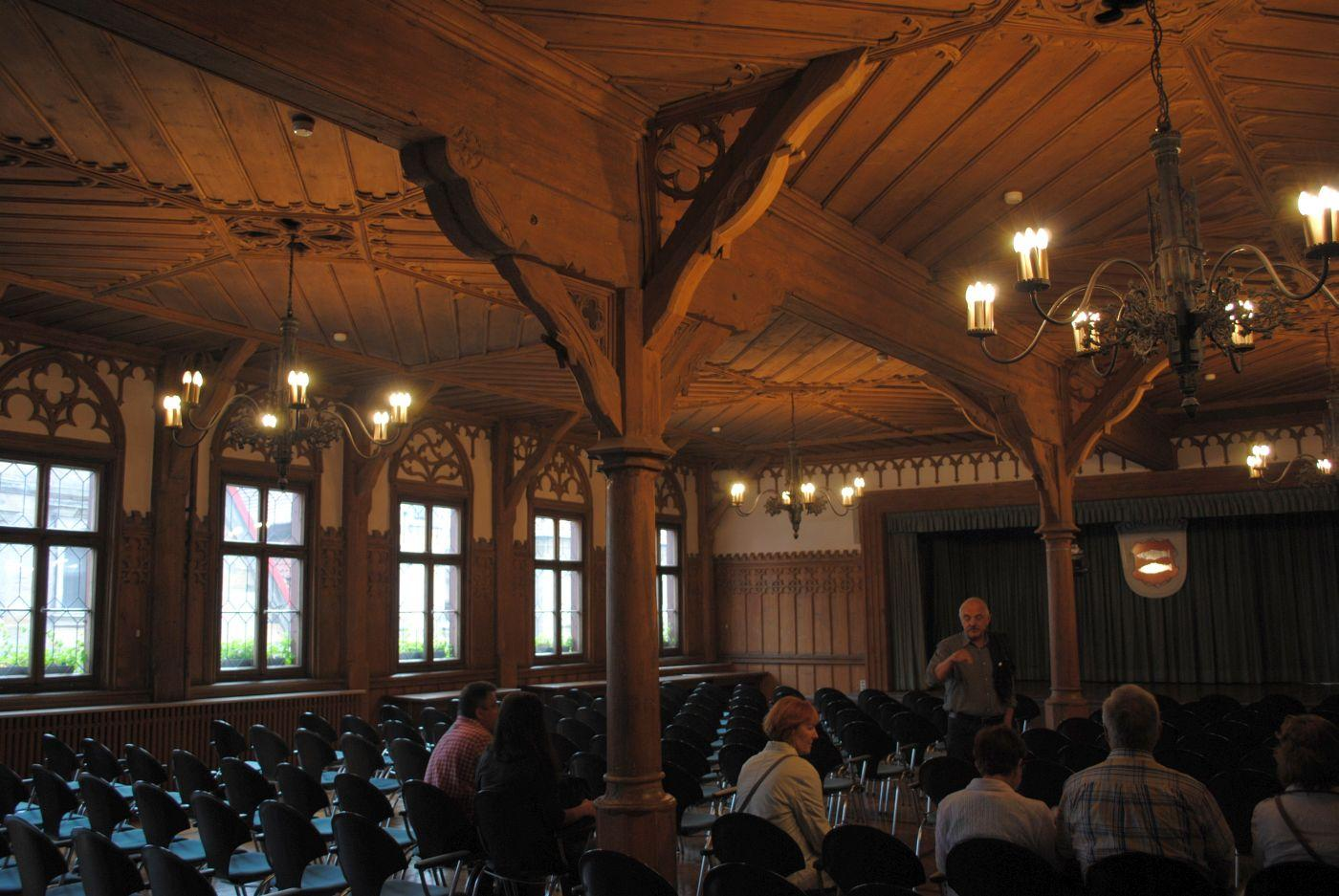
Großer Rathaussaal

Das Rathaus Forchheim ist eine Sehenswürdigkeit in der Altstadt von Forchheim in Oberfranken, Bayern.

## Geschichte
Der zweigeschossige Hauptbau des Rathauses wurde im Jahr 1402 errichtet, der Magistratsbau daneben im Jahr 1535. Dem Meister Ruhalm verdankt das Gebäude einige geschnitzte Figuren und Szenen, die alle kleine Geschichten und Anekdoten zum Ursprung haben. Das kleine Männchen im Gebälk des Magistratsbaus beispielsweise streckt möglichen Angreifern sein entblößtes Hinterteil entgegen.

## Denkmalschutz
Die Gesamtanlage (Hauptbau und Magistratsbau) ist als Baudenkmal ausgewiesen.
Die Beschreibung lautet:

„Hauptstraße 24. Rathaus, hufeisenförmige Gesamtanlage mit zweigeschossigem Hauptbau (Nordwestflügel 1401/02 d), dreigeschossigem Magistratsbau (1534/35 d), Treppenhaus mit Registraturbau (1452/53 d), über massiven Erdgeschossen Fachwerkobergeschosse, am Magistratsbau bez. 1535, 1539; mit Ausstattung, insbes. der neogotische Große Rathaussaal. nachqualifiziert.“

Auch das Ensemble der Altstadt ist denkmalgeschützt.
Die Beschreibung lautet auszugsweise:

„Ensemble Ensemble Altstadt Forchheim. […] Nach Norden weitet sich die Straße zum altem  Marktplatz und dem ehemaligen Eiermarkt, das ist der heute Hauptstraße genannte Teil, der zur Wiesent nach Norden führt, und dem Platz vor dem Rathaus, dem ehemaligen Grünen Markt. Beherrschend ist die spätmittelalterliche Fachwerkhausgruppe mit dem Rathaus.“

## Sanierung und Nutzung
Seit Frühjahr 2016 wird das Gebäude generalsaniert, insbesondere bestehen statische Mängel. Die letzten größeren Baumaßnahmen fanden in den 1980er und 1990er Jahren statt.
Das Gebäude wurde von 1402 bis 2016 von der Stadtverwaltung als Rathaus genutzt, ob dies in Zukunft beibehalten wird, ist noch unklar.